# 安康駅 (陝西省)
安康駅（あんこうえき、中国語: 安康站）は中華人民共和国陝西省安康市漢浜区にある中国国鉄の駅。襄渝線、西康線及び陽安線の列車が乗り入れる駅で、一等駅に指定されている。

## 歴史
1972年に建設がされ、1975年より仮営業を開始、1978年6月1日に正式開業した。開業当時は2つのホームと5本の線路を備え、駅舎は1,630m2の物となっていた。その後の1980年から1985年にかけての拡張工事により、駅構内の線路数が7本に増やされた。また、1988年に駅舎の建て替えが行われ、1991年10月27日に完成し共用開始された。また、2020年10月11日には西康線において西安駅から安康駅を結ぶ復興号列車の運行が開始され、両都市間の移動時間が1時間59分に短縮された。

## 駅構造

### 駅舎

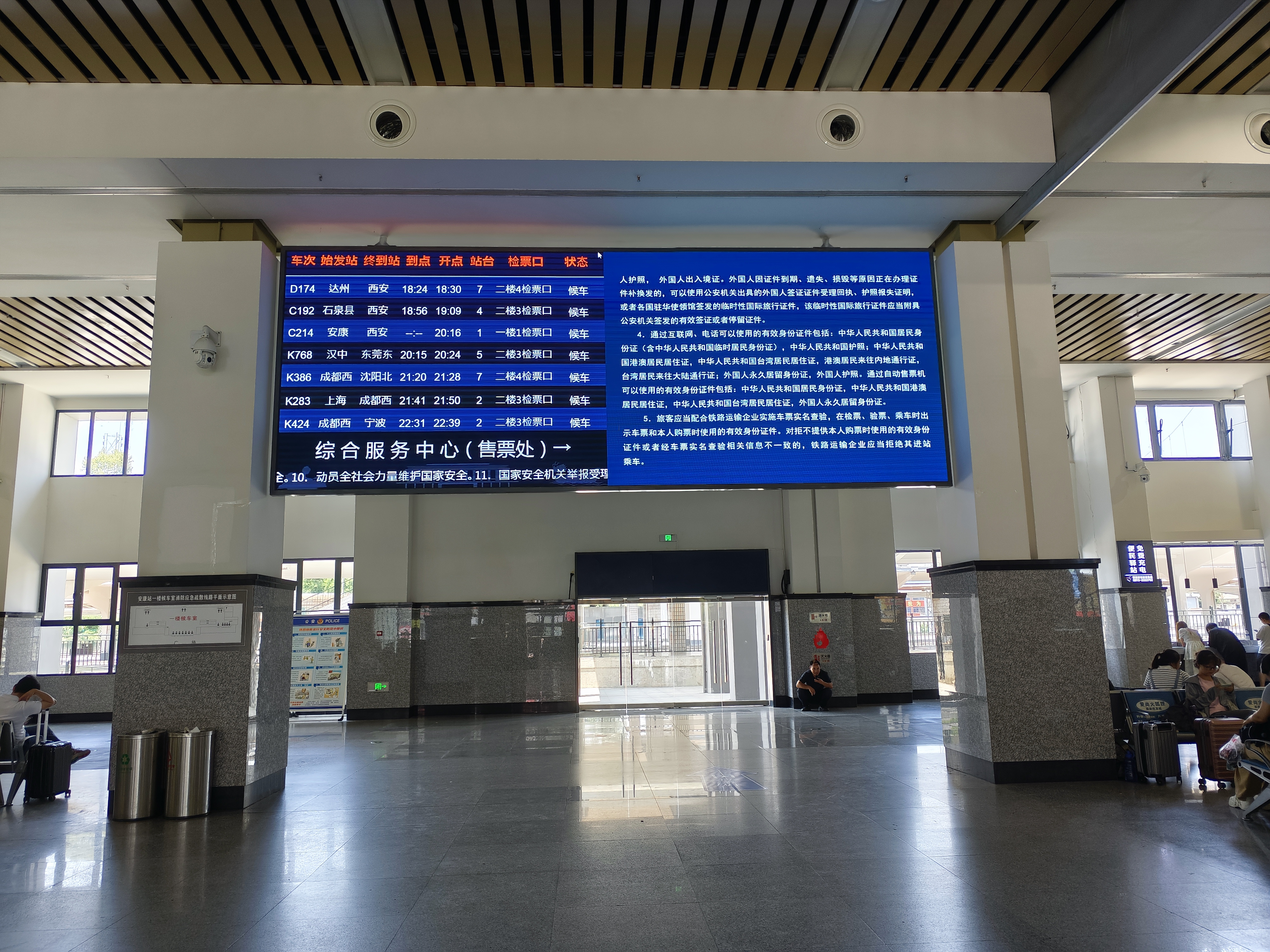
駅舎内の待合室(2024年7月)

現在使用されている駅舎は1991年に共用開始され、その後2006年に改修および拡張されたものである。駅舎の面積は5,522m2で、うち本館の面積は4,606平方メートルである。駅舎の外観は、帆を揚げて出航する船をデザイン主体としており、全面をガラス張りの装飾としている。駅舎は2階建ての構造となっており、4つの一般待合室および軍人や子連れ向けの優先待合室が設けられている。待合室に席は合わせて1,300席、改札へ向かう通路が15本あり、繁忙期には最大1万6,000人の旅客を同時に収容可能としている。

### ホーム
1975年の開業当初は7本の線路と3つの旅客用ホームの構造であった。駅構内の北東側と南東側にはそれぞれ列車の折り返し場と車両の整備所がある。西康線の開業に向けては、施工部門が安康ハブに客車および貨車用の外回り線を新設した。同線路は駅の北側を通り、旅客線は安康東駅の北側を迂回する物で2013年に完成した。また、2018年には西康線へ直接乗り入れる線路も建設され、西康線は襄渝線との間で線路を共用しての運行をする必要がなくなった。

## 隣の駅
中国国鉄
襄渝線
安康東駅 - 安康駅 - 石廟溝駅
西康線
安康東駅 - 安康駅
陽安線
安康駅 - 五里鋪駅